# Niccolò Piccinni
Niccolò Piccinni (Bari, 16 de gener de 1728 - Passy-lès-Paris, 7 de maig de 1800) va ser un compositor clàssic italià, membre de l'escola napolitana, principalment en el camp de l'opera buffa. De vegades el seu nom apareix com Nicola i el seu cognom pot trobar-se escrit igualment com Piccini. Fou autor principalment d'obres vocals (sobretot òperes), però també de diverses peces per a clavecí i de música sacra.

## Biografia
Alumne del conservatori San Onofrio de Nàpols, va tenir com a professors a Leonardo Leo i Francesco Durante i com a company d'estudi a Pasquale Anfossi. Va compondre la seva primera òpera, Donne dispettose, el 1754. La primera que va estrenar va ser Zenobia al Teatre San Carlo, el 1756. El 1758, va escriure una nova òpera, Alexandre aux Indes amb un llibret de Metastasio.
Després, Piccinni va aconseguir un encàrrec de Roma on es trasllada el 1758. Hi va tenir un èxit considerable, amb obres com La buona figliuola (1760), basada en una obra de Carlo Goldoni. Va compondre a continuació més de cinquanta noves obres líriques, i va refer Alexandre aux Indes el 1774. Però va ser apreciat sobretot per les seves òperes buffes. El 1773, la seva reputació a Roma va començar a empal·lidir davant la d'Anfossi i el 1776, va acceptar una invitació de la cort de França per convertir-se en professor de cant de la reina Maria Antonieta d'Àustria i director del Théâtre-Italien. Va decidir llavors consagrar-se principalment a l'escriptura d'òperes i, el 1778, va compondre la seva primera òpera francesa, Roland, que li va suposar un important renom.
Va ser a París on va trobar un altre compositor amb qui va tenir una rivalitat ben coneguda: Gluck. Aquest últim va reformar l'òpera amb l'objectiu d'introduir-hi més veritat dramàtica. Aquesta polèmica va augmentar la notorietat de Piccinni, però li va donar al final avantatge a Gluck. L'òpera Iphigénie en Tauride de Piccinni (1781) va ser representada dos anys després de l'obra homònima del seu oponent.
El 1783 Piccinni va fer representar Didon, considerada la seva obra més reeixida. El mateix any, es va acordar una pensió de la cort de França. Però a partir de 1784, va travessar per un període difícil i la competència d'Antonio Sacchini i d'Antonio Salieri el van posar en dificultats i algunes de les seves òperes van ser fracassos de públic, en particular Pénélope (1785). Durant la Revolució Francesa, se li va retirar la seva pensió, i el matrimoni de la seva filla amb un jacobí li va valer una estada a la presó. Va tornar a Nàpols i d'allà a Venècia, on va compondre Griselda (1793). Més tard, el 1798, va tornar a París, on va ser nomenat sisè inspector del Conservatori de París. La seva salut era llavors ja molt deteriorada i no va poder assegurar els deures del seu càrrec.
Era avi de Luigi Alessandro Piccinni i pare de Luigi Piccinni i Giuseppe tots ells compositors i músics d'un més o menys cert renom. A Nàpols va tenir entre altres alumnes a Michele Mortellari (1750-1810).

## Catàleg d'obres
| Any     | Obra | Tipus d'obra                 | Llibretista                                                                         | Estrena          |
| ------- | --- | ---------------------------- | ----------------------------------------------------------------------------------- | ---------------- |
| 1754    | Le donne dispettose (reposada com Le trame per amore i La massara spiritosa)                                                                                                 | Opera buffa                  | Antonio Palomba                                                                     | Nàpols           |
| 1755-56 | Il curioso del suo proprio danno | Opera buffa                  | Antonio Palomba, basada en Don Quixot de La Manxa de Cervantes                      | Nàpols           |
| 1755    | Le gelosie (reposada com Le gelosie, o Le nozze in confusione) | Opera buffa                  | Giovanni Battista Lorenzi                                                           | Nàpols           |
| 1756    | Zenobia | Opera seria                  | Pietro Metastasio                                                                   | Nàpols           |
| 1757    | Mitteti | Opera seria                  | Pietro Metastasio                                                                   | Nàpols           |
| 1757    | L'amante ridicolo (reposada com L'amante ridicolo deluso, L'amante deluso, L'amante ridicolo e deluso)                                                                       | Intermezzo                   | Pioli                                                                               | Nàpols           |
| 1757    | La schiava seria (reposada com Die Slavinn) | Intermezzo                   |                                                                                     | Nàpols           |
| 1757    | Caio Mario | Opera seria                  | Gaetano Roccaforte                                                                  | Nàpols           |
| 1758    | Alessandro nelle Indie (1a versió) (reposada com Alessandro e Poro) | Opera seria                  | Pietro Metastasio                                                                   | Roma             |
| 1758    | Madama Arrighetta (reposada com l'intermezzo Petiton i Monsieur Petiton) | Opera buffa                  | Antonio Palomba, basada en Monsieur Petiton de Goldoni                              | Nàpols           |
| 1758    | La scaltra letterata (reposada com La scaltra spiritosa) | Opera buffa                  | Antonio Palomba                                                                     | Nàpols           |
| 1758    | Gli uccellatori | Opera buffa                  | Carlo Goldoni                                                                       | Nàpols o Venècia |
| 1759    | Ciro riconosciuto | Opera seria                  | Pietro Metastasio                                                                   | Nàpols           |
| 1759    | Siroe re di Persia | Opera seria                  | Pietro Metastasio                                                                   | Nàpols           |
| 1760    | La buona figliuola | Dramma giocoso               | Carlo Goldoni                                                                       | Roma             |
| 1760    | L'Origille | Opera buffa                  | Antonio Palomba                                                                     | Nàpols           |
| 1760    | La canterina | Intermezzo                   |                                                                                     | Nàpols           |
| 1760    | La furba burlata (musicada en col·laboració amb Nicola Bonifacio Logroscino)                                                                                                 | Opera buffa                  |                                                                                     | Nàpols           |
| 1760    | Il re pastore | Opera seria                  | Pietro Metastasio                                                                   | Florència        |
| 1760    | Le beffe giovanili | Opera buffa                  | Carlo Goldoni                                                                       | Nàpols           |
| 1761    | Le vicende della sorte | Intermezzo                   | Giuseppe Petrosellini, basada en I portentosi effetti della madre natura de Goldoni | Roma             |
| 1761    | La schiavitù per amore | Intermezzo                   |                                                                                     | Roma             |
| 1761    | Olimpiade (1a versió) | Opera seria                  | Pietro Metastasio                                                                   | Roma             |
| 1761    | Demofoonte | Opera seria                  | Pietro Metastasio                                                                   | Reggio Emilia    |
| 1762    | La buona figliuola maritata (reposada com La baronessa riconosciuta e maritata, La Cecchina maritata i La buona moglie)                                                      | Opera buffa                  | Carlo Goldoni                                                                       | Bolonya          |
| 1761    | Lo stravagante | Opera buffa                  | Antonio Villani                                                                     | Nàpols           |
| 1761    | L'astuto balordo | Opera buffa                  | Giovanni Battista Fagiuoli                                                          | Nàpols           |
| 1761-62 | L'astrologa | Opera buffa                  | Pietro Chiari                                                                       | Venècia          |
| 1762    | Le avventure di Ridolfo | Intermezzo                   |                                                                                     | Bolonya          |
| 1762    | Artaserse | Opera seria                  | Pietro Metastasio                                                                   | Roma             |
| 1762    | La bella verità | Opera buffa                  | Carlo Goldoni                                                                       | Bolonya          |
| 1762    | Antigono | Opera seria                  | Pietro Metastasio                                                                   | Nàpols           |
| 1762    | Il cavalier parigino | Opera buffa                  | Antonio Palomba                                                                     | Nàpols           |
| 1762    | Il cavaliere per amore (reposada com Il fumo villano) | Opera buffa                  | Giuseppe Petrosellini                                                               | Nàpols           |
| 1762    | Amor senza malizia | Opera buffa                  |                                                                                     | Norimberga       |
| 1763    | Le donne vendicate (reposada com Il vago disprezzato) | Intermezzo                   | Carlo Goldoni                                                                       | Roma             |
| 1763    | Le contadine bizzarre (reposada com La contadina bizzarra, La sciocchezza in amore, Le contadine astute y Le villanelle astute)                                              | Opera buffa                  | Giuseppe Petrosellini                                                               | Venècia          |
| 1764    | Gli stravaganti, ossia La schiava riconosciuta (reposada com La schiava, Gli stravaganti, ossia I matrimoni alla moda, L'eslave, ou Le marin généreux i Die Ausschweifunden) | Intermezzo                   |                                                                                     | Roma             |
| 1764    | La villeggiatura | Opera buffa                  | Carlo Goldoni                                                                       | Bolonya          |
| 1764    | Il parrucchiere | Intermezzo                   |                                                                                     | Roma             |
| 1764    | L'incognita perseguita | Opera buffa                  | Giuseppe Petrosellini                                                               | Venècia          |
| 1764    | L'equivoco | Opera buffa                  | Antonio Villani                                                                     | Nàpols           |
| 1764    | La donna vana | Opera buffa                  | Antonio Palomba                                                                     | Nàpols           |
| 1764    | Il nuovo Orlando | Opera buffa                  | basada en Orland Furiós de Ludovico Ariosto                                         | Modena           |
| 1765    | Il barone di Torreforte | Intermezzo                   |                                                                                     | Roma             |
| 1765    | Il finto astrologo | Intermezzo                   | Carlo Goldoni                                                                       | Roma             |
| 1765    | L'orfana insidiata | Opera buffa                  |                                                                                     | Nàpols           |
| 1766    | La pescatrice, ovvero L'erede riconosciuta (reposada com L'erede riconosciuta i La pescatrice innocente)                                                                     | Intermezzo                   | Carlo Goldoni                                                                       | Roma             |
| 1766    | La baronessa di Montecupo | Intermezzo                   |                                                                                     | Roma             |
| 1766    | L'incostante (reposada com Il volubile) | Intermezzo                   | Antonio Palomba                                                                     | Roma             |
| 1766    | La fiammetta generosa (1r acte) (actes 2n i 3r compostos per Pasquale Anfossi)                                                                                               | Opera buffa                  |                                                                                     | Nàpols           |
| 1766    | La molinarella (reposada com Il cavaliere Ergasto i La molinara) | Opera buffa                  |                                                                                     | Nàpols           |
| 1766    | Il gran Cid (reposada com Il Cid) | Opera seria                  | Giovacchini Pizzi                                                                   | Nàpols           |
| 1766-67 | La francese maligna | Opera buffa                  |                                                                                     | Nàpols           |
| 1767    | La notte critica (reposada com Die Nacht) | Opera buffa                  | Carlo Goldoni                                                                       | Lisboa           |
| 1767    | La finta baronessa | Opera buffa                  | Filippo Livigni                                                                     | Nàpols           |
| 1767    | La direttrice prudente (reposada com La prudente ingegnosa) | Opera buffa                  |                                                                                     | Nàpols           |
| 1767    | Mazzina, Acetone e Dindimento | Opera buffa                  |                                                                                     | Nàpols           |
| 1768    | Olimpiade (2a versió) | Opera seria                  | Pietro Metastasio                                                                   | Roma             |
| 1768    | Li napoletani in America | Opera buffa                  | Francesco Cerlone                                                                   | Nàpols           |
| 1769    | Lo sposo burlato | Intermezzo                   | Giovanni Battista Casti                                                             | Roma             |
| 1769    | L'innocenza riconosciuta | Opera buffa                  |                                                                                     | Senigallia       |
| 1769    | La finta ciarlatana, ossia Il vecchio credulo | Opera buffa                  |                                                                                     | Nàpols           |
| 1769    | Demetrio | Opera seria                  | Pietro Metastasio                                                                   | Nàpols           |
| 1769    | Gli sposi perseguitati | Opera buffa                  | Pasquale Mililotti                                                                  | Nàpols           |
| 1770    | Didone abbandonata (reposada com La Didone) | Opera seria                  | Pietro Metastasio                                                                   | Roma             |
| 1770    | Cesare in Egitto (reposada com Cesare e Cleopatra) | Opera seria                  | Giovanni Francesco Bussani                                                          | Milà             |
| 1770    | La donna di spirito | Opera buffa                  |                                                                                     | Roma             |
| 1770    | Il regno della luna (reposada com Il mondo della luna) | Opera buffa                  |                                                                                     | Milà             |
| 1770    | Gelosia per gelosia | Opera buffa                  | Giovanni Battista Lorenzi                                                           | Nàpols           |
| 1770    | L'olandese in Italia | Opera buffa                  | Niccolò Tassi                                                                       | Milà             |
| 1770    | Catone in Utica | Dramma per musica            | Pietro Metastasio                                                                   | Mannheim         |
| 1770    | Don Chisciotte | Opera buffa                  | Giovanni Battista Lorenzi, sobre Cervantes                                          | Nàpols           |
| 1770    | Il finto pazzo per amore | Opera buffa                  |                                                                                     | Nàpols           |
| 1771    | Le finte gemelle (reposada com Le due finte gemelle i Le germane in equivoco)                                                                                                | Intermezzo                   | Giuseppe Petrosellini                                                               | Roma             |
| 1771    | La donna de bell'umore | Opera buffa                  |                                                                                     | Nàpols           |
| 1771    | La corsara | Opera buffa                  | Giovanni Battista Lorenzi                                                           | Nàpols           |
| 1772    | L'americano (reposada com L'americano incivilito i L'americano ingentilito)                                                                                                  | Intermezzo                   |                                                                                     | Roma             |
| 1772    | L'astratto, ovvero il giocator fortunato (reposada com Il giocator fanatico per il lotto)                                                                                    | Opera buffa                  | Giuseppe Petrosellini                                                               | Venècia          |
| 1772    | Gli amanti dispersi | Farsa in prosa e intermezzo  |                                                                                     | Nàpols           |
| 1772    | Le trame zingaresche | Opera buffa                  | Giovanni Battista Lorenzi                                                           | Nàpols           |
| 1772    | Ipermestra | Opera seria                  | Pietro Metastasio                                                                   | Nàpols           |
| 1772    | Scipione in Cartagena | Opera seria                  | Alvise Giusti                                                                       | Modena           |
| 1773    | La sposa collerica | Intermezzo                   |                                                                                     | Roma             |
| 1773    | Il vagabondo fortunato | Opera buffa                  | Pasquale Mililotti                                                                  | Nàpols           |
| 1773    | Le quattro nazioni, o La vedova scaltra | Opera buffa                  | Carlo Goldoni                                                                       | Roma             |
| 1774    | Alessadro nelle Indie (2a versió) | Opera seria                  | Pietro Metastasio                                                                   | Nàpols           |
| 1774    | Gli amanti mascherati | Opera buffa                  |                                                                                     | Nàpols           |
| 1775    | L'ignorante astuto | Opera buffa                  | Pasquale Mililotti                                                                  | Nàpols           |
| 1775    | Enea in Cuma | Parodia                      | Pasquale Mililotti                                                                  | Nàpols           |
| 1775    | I viaggiatori | Opera buffa                  | Pasquale Mililotti, segons Goldoni                                                  | Nàpols           |
| 1775    | Il sordo | Intermezzo                   |                                                                                     | Nàpols           |
| 1775    | La contessina | Opera buffa                  | Marco Coltellini, segons Goldoni                                                    | Verona           |
| 1776    | La capricciosa (L'incostanza) | Opera buffa                  |                                                                                     | Roma             |
| 1776    | Radamisto | Opera seria                  | Antonio Marchi                                                                      | Nàpols           |
| 1777    | Vittorina | Opera buffa                  | Carlo Goldoni                                                                       | Londres          |
| 1778    | Roland | Tragédie Lyrique             | Jean-François Marmontel, segons Philippe Quinault                                   | París            |
| 1778    | Phaon | Drame lyrique                | C. H. Watelet                                                                       | Choisy           |
| 1779    | Il vago disprezzato | Opera buffa                  |                                                                                     | París            |
| 1780    | Atys | Tragédie lyrique             | Jean-François Marmontel según Philippe Quinault                                     | París            |
| 1781    | Iphigénie en Tauride | Tragédie lyrique             | Alphonse du Congé-Dubreuil                                                          | París            |
| 1781    | Adéle de Ponthieu | Tragédie lyrique             | Jean-Paul-André des Rasins de Saint-Marc                                            | París            |
| 1783    | Didon | Tragédie lyrique             | Jean-François Marmontel                                                             | Fontainebleau    |
| 1783    | Le dormeur éveillé | Opéra comique                | Jean-François Marmontel                                                             | París            |
| 1783    | Le faux lord (reposada com Der verstellte Lord) | Opéra comique                | Giuseppe Maria Piccinni                                                             | Versalles        |
| 1784    | Diane et Endymion | Opéra                        | Jeane François Espic, cavaller de Lirou                                             | París            |
| 1784    | Lucette | Opéra comique                | Giuseppe Maria Piccinni                                                             | París            |
| 1785    | Pénélope | Tragédie lyrique             | Jean-François Marmontel                                                             | Fontainebleau    |
| 1787    | Clytemnestre | Tragédie lyrique             | L. G. Pitra                                                                         | París            |
| 1792    | La serva onorata | Opera buffa                  | Giovanni Battista Lorenzi, basada en Le nozze di Figaro de Lorenzo da Ponte         | Nàpols           |
| 1793    | Le trame in maschera | Opera buffa                  |                                                                                     | Nàpols           |
| 1793    | Ercole al Termedonte (reposada com La disfatta delle Amazzoni) | Opera seria                  |                                                                                     | Nàpols           |
| 1793    | La Griselda | Dramma eroicomico per musica | Angelo Anelli                                                                       | Venècia          |
| 1794    | Il servo padrone, ossia L'amor perfetto | Opera buffa                  | Caterino Mazzolà                                                                    | Venècia          |
| -       | I Decemviri | Opera seria                  |                                                                                     |                  |
| -       | Il finto turco | Opera buffa                  |                                                                                     |                  |
| 1764    | Berenice (obra d'autoria dubtosa) | Opera seria                  | Benedetto Pasqualigo                                                                | Nàpols           |
| 1770    | Il conte bagiano (obra d'autoria dubtosa) | Intemezzo                    |                                                                                     | Roma             |
| 1772    | La lavandara astuta (obra d'autoria dubtosa) | Opera buffa                  |                                                                                     | Lucca            |
| 1787    | L'enièvement des Sabines (obra d'autoria dubtosa) |                              |                                                                                     | París            |
| 1793    | Der Schlosser (obra d'autoria dubtosa) |                              |                                                                                     | Nàpols           |
| 1799    | Hymne a l'hymne pour la célébration des mariages (Text: Ginguené), per a orquestra de fiati                                                                                  | Orquestal                    | -                                                                                   | -                |